# Ceratostylis
Ceratostylis är ett släkte av orkidéer. Ceratostylis ingår i familjen orkidéer.

## Bildgalleri

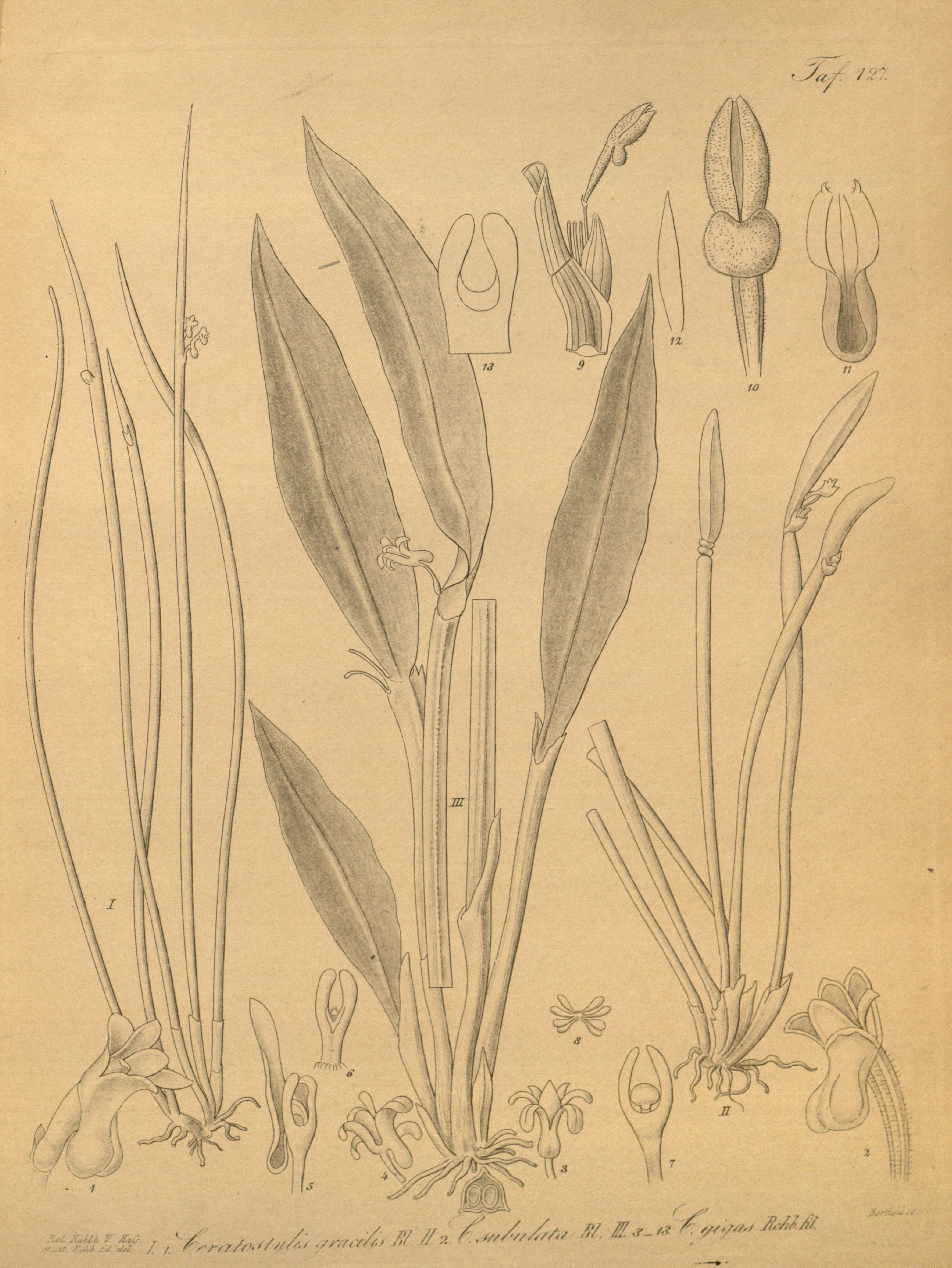
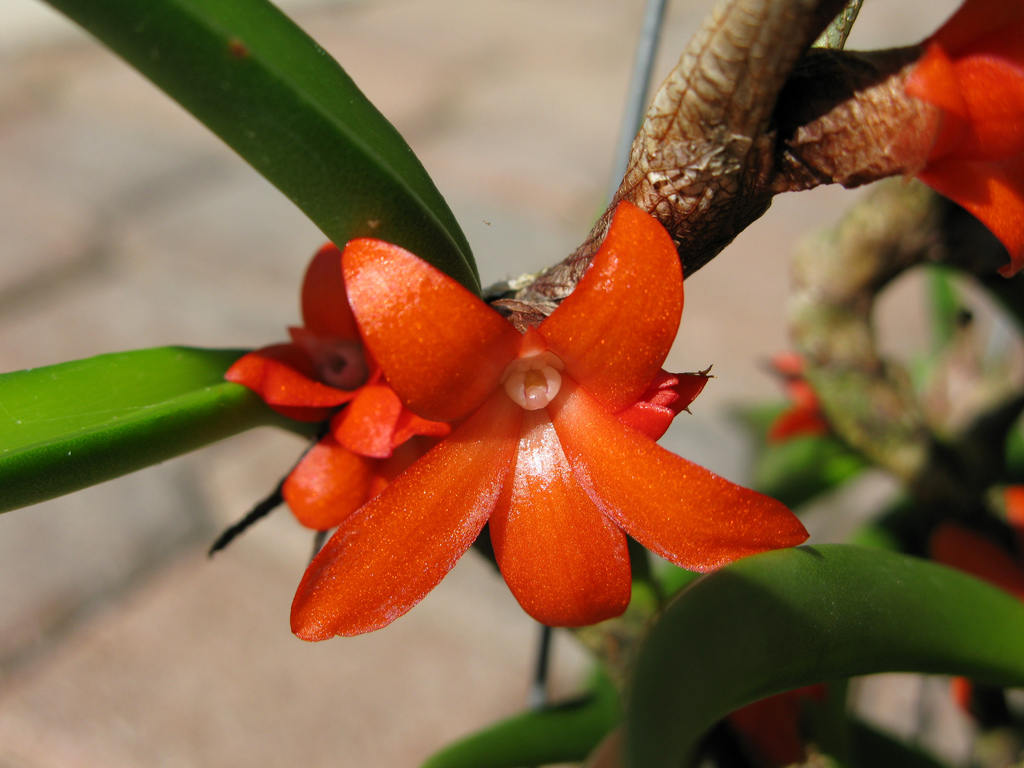

## Dottertaxa tillCeratostylis, i alfabetisk ordning[1]
- Ceratostylis acutifolia
- Ceratostylis acutilabris
- Ceratostylis alata
- Ceratostylis alberteduardi
- Ceratostylis albiflora
- Ceratostylis alpina
- Ceratostylis alticola
- Ceratostylis ampullacea
- Ceratostylis anceps
- Ceratostylis angiensis
- Ceratostylis angustifolia
- Ceratostylis anjasmorensis
- Ceratostylis arfakensis
- Ceratostylis armeria
- Ceratostylis backeri
- Ceratostylis baliensis
- Ceratostylis borneensis
- Ceratostylis braccata
- Ceratostylis brachyphylla
- Ceratostylis brevibrachiata
- Ceratostylis breviceps
- Ceratostylis breviclavata
- Ceratostylis brevicostata
- Ceratostylis brevipes
- Ceratostylis bulbophylli
- Ceratostylis caespitosa
- Ceratostylis calcarata
- Ceratostylis calceiformis
- Ceratostylis capitata
- Ceratostylis cebolleta
- Ceratostylis ciliolata
- Ceratostylis clathrata
- Ceratostylis clavata
- Ceratostylis compressicaulis
- Ceratostylis crassifolia
- Ceratostylis crassilingua
- Ceratostylis crassipetala
- Ceratostylis culminicola
- Ceratostylis curvimentum
- Ceratostylis dataensis
- Ceratostylis dischorensis
- Ceratostylis elmeri
- Ceratostylis eria
- Ceratostylis evrardii
- Ceratostylis ficinioides
- Ceratostylis flavescens
- Ceratostylis formicifera
- Ceratostylis glabra
- Ceratostylis glabriflora
- Ceratostylis gracilicaulis
- Ceratostylis gracilis
- Ceratostylis graminea
- Ceratostylis grandiflora
- Ceratostylis hainanensis
- Ceratostylis heleocharis
- Ceratostylis himalaica
- Ceratostylis humilis
- Ceratostylis hydrophila
- Ceratostylis incognita
- Ceratostylis indifferens
- Ceratostylis inflata
- Ceratostylis jacobsonii
- Ceratostylis juncoides
- Ceratostylis kaniensis
- Ceratostylis kerigomnensis
- Ceratostylis keysseri
- Ceratostylis koniguruensis
- Ceratostylis lancifolia
- Ceratostylis lancipetala
- Ceratostylis lateralis
- Ceratostylis latifolia
- Ceratostylis latuensis
- Ceratostylis leucantha
- Ceratostylis loheri
- Ceratostylis loloruensis
- Ceratostylis lombasangensis
- Ceratostylis longicaulis
- Ceratostylis longifolia
- Ceratostylis longipedunculata
- Ceratostylis longipes
- Ceratostylis longisegmenta
- Ceratostylis maboroensis
- Ceratostylis macra
- Ceratostylis malintangensis
- Ceratostylis mamberamensis
- Ceratostylis mayrii
- Ceratostylis micrantha
- Ceratostylis mindanaensis
- Ceratostylis minutiflora
- Ceratostylis muscicola
- Ceratostylis nalbesiensis
- Ceratostylis nivea
- Ceratostylis obscureviolacea
- Ceratostylis oreophila
- Ceratostylis ovatilabris
- Ceratostylis parciflora
- Ceratostylis parvifolia
- Ceratostylis pendula
- Ceratostylis phaeochlamys
- Ceratostylis philippinensis
- Ceratostylis piepersii
- Ceratostylis pinguis
- Ceratostylis platychila
- Ceratostylis pleurothallis
- Ceratostylis pugioniformis
- Ceratostylis pulchella
- Ceratostylis puncticulata
- Ceratostylis radiata
- Ceratostylis ramosa
- Ceratostylis recurva
- Ceratostylis resiana
- Ceratostylis retisquama
- Ceratostylis rivularis
- Ceratostylis robusta
- Ceratostylis sacculata
- Ceratostylis sarcostomatoides
- Ceratostylis sayeri
- Ceratostylis scariosa
- Ceratostylis scirpoides
- Ceratostylis selebensis
- Ceratostylis senilis
- Ceratostylis sessilis
- Ceratostylis siamensis
- Ceratostylis sima
- Ceratostylis simplex
- Ceratostylis spathulata
- Ceratostylis sphaerocephala
- Ceratostylis steenisii
- Ceratostylis subcoerulea
- Ceratostylis subulata
- Ceratostylis succulenta
- Ceratostylis tenericaulis
- Ceratostylis tenuis
- Ceratostylis tetrarioides
- Ceratostylis thailandica
- Ceratostylis tjihana
- Ceratostylis todjambuensis
- Ceratostylis tonkinensis
- Ceratostylis tricallifera
- Ceratostylis triloba
- Ceratostylis trinodis
- Ceratostylis truncata
- Ceratostylis vagans
- Ceratostylis wenzelii
- Ceratostylis vonroemeri